# Arnaud Coyot
Arnaud Coyot (ur. 6 października 1980 w Beauvais, zm. 24 listopada 2013) – francuski kolarz szosowy. Jako zawodowiec ścigał się od 2003 do 2011 roku.
W 2003 roku wygrał Baltic Grand Prix i było to jego pierwsze zwycięstwo. Dwa lata później był 10. w słynnym „piekle północy” Paryż-Roubaix. W 2006 roku wygrał znany we Francji jednodniowy Classic Haribo. W tym również roku był 10. w jednym z etapów Tour de France. Rok 2008, spędzony w Unibet.com, nie przyniósł mu większych sukcesów.
Zmarł w wyniku ran odniesionych w wypadku samochodowym.

## Najważniejsze zwycięstwa i sukcesy
- 2003 – zwycięstwo w Baltic Grand Prix
- 2005 – 10. miejsce w Paryż-Roubaix
- 2006 – zwycięstwo w Classic Haribo